# 日本の国家機関
ここでは日本の国家機関（にほん/にっぽんのこっかきかん）について説明する。日本国政府も参照されたい。

## 概説
国家機関について説明するためには、憲法と国家機関の関係について説明しなければならない。近代憲法は大別して2つの部分に分けられ、ひとつが統治機構に関する部分で、もうひとつが国民の権利・自由を保障する部分である。憲法の目的の第一は国民の権利・自由を保障することにあり、これが憲法の中核部分をなしており、憲法の目的の2番目が、国民の自由という根本的な目的を実現するために統治機関をどうするか、という部分である。
この、重要度として2番目に位置づけられるところで、国家にどのような機関を置き、各機関がどのような権限を持つか、ということが定められている。日本国憲法の場合、それはおおむね第一章および第四章～第八章にあたる。
憲法は、国民の自由を保障するための基礎法である。このことは、憲法というのは国家権力を制限する法であることを意味する。国家機関は、あくまで憲法から与えられた権限によって活動する。別の言い方をすれば、国家機関というのは、憲法の規定する範囲内でしか活動してはならない。憲法によって、国家機関の行動を制限しているのである。国民の権利こそが大切なものなのであり、「国家行為」が立ち入ってはならない国民の権利、また国家行為の内容を制限し、「国家」のめざすべき目的（国民の権利・自由と幸福など）を定めているのである。
以下は日本の国家機関を（ある程度 細分化して）一覧にしたものである。
おおまかに立法・行政・司法の三権分立に分けて挙げる。

## 立法機関
- 国会
  - 衆議院（下院）
  - 参議院（上院）
  - 裁判官訴追委員会
  - 裁判官弾劾裁判所
  - 国立国会図書館

## 行政機関
日本の行政機関の項目も参照
- 内閣
  - 内閣官房（内閣に置かれる機関）
  - 内閣法制局（内閣に置かれる機関）
  - 国家安全保障会議（内閣に置かれる機関）
  - 都市再生本部（内閣に置かれる機関）
  - 構造改革特別区域推進本部（内閣に置かれる機関）
  - 知的財産戦略本部（内閣に置かれる機関）
  - 地球温暖化対策推進本部（内閣に置かれる機関）
  - 地域再生本部（内閣に置かれる機関）
  - 郵政民営化推進本部（内閣に置かれる機関）
  - 中心市街地活性化本部（内閣に置かれる機関）
  - 道州制特別区域推進本部（内閣に置かれる機関）
  - 総合海洋政策本部（内閣に置かれる機関）
  - 宇宙開発戦略本部（内閣に置かれる機関）
  - 総合特別区域推進本部（内閣に置かれる機関）
  - 原子力防災会議（内閣に置かれる機関）
  - 国土強靭化推進本部（内閣に置かれる機関）
  - 健康・医療戦略推進本部（内閣に置かれる機関）
  - 水循環政策本部（内閣に置かれる機関）
  - まち・ひと・しごと創生本部（内閣に置かれる機関）
  - サイバーセキュリティ戦略本部（内閣に置かれる機関）
  - 特定複合観光施設区域整備推進本部（内閣に置かれる機関）
  - ギャンブル等依存症対策推進本部（内閣に置かれる機関）
  - アイヌ政策推進本部（内閣に置かれる機関）
  - 新型コロナウイルス感染症対策本部（内閣に置かれる機関）
  - 国際博覧会推進本部（内閣に置かれる機関）
  - 新型インフルエンザ等対策推進会議（内閣に置かれる機関）
  - 人事院（内閣の所轄の下に置かれる機関）
  - 内閣府（内閣に置かれる機関）
    - 地方創生推進事務局（内閣府の特別の機関）
    - 知的財産戦略推進事務局（内閣府の特別の機関）
    - 科学技術・イノベーション推進事務局（内閣府の特別の機関）
    - 健康・医療戦略推進事務局（内閣府の特別の機関）
    - 宇宙開発戦略推進事務局（内閣府の特別の機関）
    - 北方対策本部（内閣府の特別の機関）
    - 総合海洋政策推進事務局（内閣府の特別の機関）
    - 金融危機対応会議（内閣府の特別の機関）
    - 民間資金等活用事業推進会議（内閣府の特別の機関）
    - 子ども・若者育成支援推進本部（内閣府の特別の機関）
    - 少子化社会対策会議（内閣府の特別の機関）
    - 高齢社会対策会議（内閣府の特別の機関）
    - 中央交通安全対策会議（内閣府の特別の機関）
    - 犯罪被害者等施策推進会議（内閣府の特別の機関）
    - 子どもの貧困対策会議（内閣府の特別の機関）
    - 消費者政策会議（内閣府の特別の機関）
    - 国際平和協力本部（内閣府の特別の機関）
    - 日本学術会議（内閣府の特別の機関）
    - 官民人材交流センター（内閣府の特別の機関）
    - 食品ロス削減推進会議（内閣府の特別の機関）
    - 原子力立地会議（内閣府の特別の機関）
    - 宮内庁（内閣府に置かれる機関。外局ではない。）
    - 公正取引委員会（内閣府の外局）
    - 国家公安委員会（内閣府の外局）
      - 警察庁（国家公安委員会の特別の機関）

    - 個人情報保護委員会（内閣府の外局）
    - カジノ管理委員会（内閣府の外局）
    - 金融庁（内閣府の外局）
    - 消費者庁（内閣府の外局）
    - こども家庭庁（内閣府の外局）

  - デジタル庁（内閣に置かれる機関）
  - 復興庁（内閣に置かれる機関）
  - 総務省
    - 中央選挙管理会（総務省の特別の機関）
    - 政治資金適正化委員会（総務省の特別の機関）
    - 自治紛争処理委員（総務省の特別の機関。事件ごとに総務大臣が任命する。）
    - 公害等調整委員会（総務省の外局）
    - 消防庁（総務省の外局）

  - 法務省
    - 検察庁（法務省の特別の機関）
    - 出入国在留管理庁 (法務省の外局)
    - 公安審査委員会（法務省の外局）
    - 公安調査庁（法務省の外局）

  - 外務省
    - 在外公館（外務省の特別の機関）

  - 財務省
    - 国税庁（財務省の外局）
      - 国税不服審判所（国税庁の特別の機関）

  - 文部科学省
    - 日本学士院（文部科学省の特別の機関）
    - 地震調査研究推進本部（文部科学省の特別の機関）
    - 日本ユネスコ国内委員会（文部科学省の特別の機関）
    - スポーツ庁（文部科学省の外局）
    - 文化庁（文部科学省の外局）
      - 日本芸術院（文化庁の特別の機関）

  - 厚生労働省
    - 死因究明等推進本部（厚生労働省の特別の機関）
    - 自殺総合対策会議（厚生労働省の特別の機関）
    - 中央駐留軍関係離職者等対策協議会（厚生労働省の特別の機関）
    - 中央労働委員会（厚生労働省の外局）

  - 農林水産省
    - 農林水産技術会議（農林水産省の特別の機関）
    - 食育推進会議（農林水産省の特別の機関）
    - 農林水産物・食品輸出本部（農林水産省の特別の機関）
    - 木材利用促進本部（農林水産省の特別の機関）
    - 林野庁（農林水産省の外局）
    - 水産庁（農林水産省の外局）
      - 太平洋広域漁業調整委員会（水産庁の特別の機関）
      - 日本海・九州西広域漁業調整委員会（水産庁の特別の機関）
      - 瀬戸内海広域漁業調整委員会（水産庁の特別の機関）

  - 経済産業省
    - 資源エネルギー庁（経済産業省の外局）
    - 特許庁（経済産業省の外局）
    - 中小企業庁（経済産業省の外局）

  - 国土交通省
    - 国土地理院（国土交通省の特別の機関）
    - 小笠原総合事務所（国土交通省の特別の機関）
    - 自転車活用推進本部（国土交通省の特別の機関）
    - 海難審判所（国土交通省の特別の機関）
    - 観光庁（国土交通省の外局）
    - 気象庁（国土交通省の外局）
    - 運輸安全委員会（国土交通省の外局）
    - 海上保安庁（国土交通省の外局）

  - 環境省
    - 公害対策会議（環境省の特別の機関）
    - 原子力規制委員会（環境省の外局）

  - 防衛省
    - 防衛会議（防衛省の特別の機関）
    - 幕僚監部
      - 統合幕僚監部（防衛省の特別の機関）
      - 陸上幕僚監部（防衛省の特別の機関）
      - 海上幕僚監部（防衛省の特別の機関）
      - 航空幕僚監部（防衛省の特別の機関）

    - 自衛隊の部隊及び機関
      - 陸上自衛隊（防衛省の特別の機関）
      - 海上自衛隊（防衛省の特別の機関）
      - 航空自衛隊（防衛省の特別の機関）
      - 陸上自衛隊、海上自衛隊及び航空自衛隊の共同の部隊（防衛省の特別の機関）
      - 陸上自衛隊、海上自衛隊及び航空自衛隊の共同の機関（防衛省の特別の機関）

    - 情報本部（防衛省の特別の機関）
    - 防衛監察本部（防衛省の特別の機関）
    - 外国軍用品審判所（防衛省の特別の機関。臨時に置かれる。）
    - 駐留軍等再編関連振興会議（防衛省の特別の機関）
    - 防衛装備庁（防衛省の外局）
- 会計検査院（日本国憲法第90条と会計検査院法の規定により内閣から独立する）

## 司法機関
一覧は「日本の裁判所」の項目を参照のこと。
◯ 最高裁判所
◯ 下級裁判所
- 高等裁判所
  - 札幌高等裁判所
  - 仙台高等裁判所
  - 東京高等裁判所
    - 知的財産高等裁判所（東京高等裁判所の特別の支部）

  - 名古屋高等裁判所
  - 大阪高等裁判所
  - 高松高等裁判所
  - 広島高等裁判所
  - 福岡高等裁判所
- 地方裁判所
- 家庭裁判所
- 簡易裁判所

## 天皇
天皇は儀礼的立場に留まる。日本国憲法では、天皇は象徴（the symbol）である、としている。立憲君主制の諸国とは異なり、日本国憲法は天皇を国家元首（the head of the state）だとはしていない。但し、事実上の国家元首と見ることができるとする論説もある。
国家機関としての天皇は、この象徴たる地位に基づき国事行為を行う。
大日本帝国憲法時代には、天皇は「機関」のひとつとする「天皇機関説」が唱えられ広く認知されていたが、政府の発した「国体明徴声明」により否定された。